# إدوارد سومرز
إدوارد سومرز (بالإنجليزية: Edward Somers)‏ هو قاضي ومحامي نيوزيلندي، ولد في 9 سبتمبر 1928، وتوفي في 3 يونيو 2002.